# Техноавиа
ООО НКФ «Техноавиа» (ООО Научно-Коммерческая Фирма «Техноавиа») — российская авиастроительная компания, основанная в 1992 году В.П. Кондратьевым (генеральный конструктор фирмы). Основное производство находится на Смоленском авиационном заводе.
Такое же название имеет другая российская компания — производитель спецодежды и корпоративной одежды (в том числе для авиации). 

## Разработанные самолёты

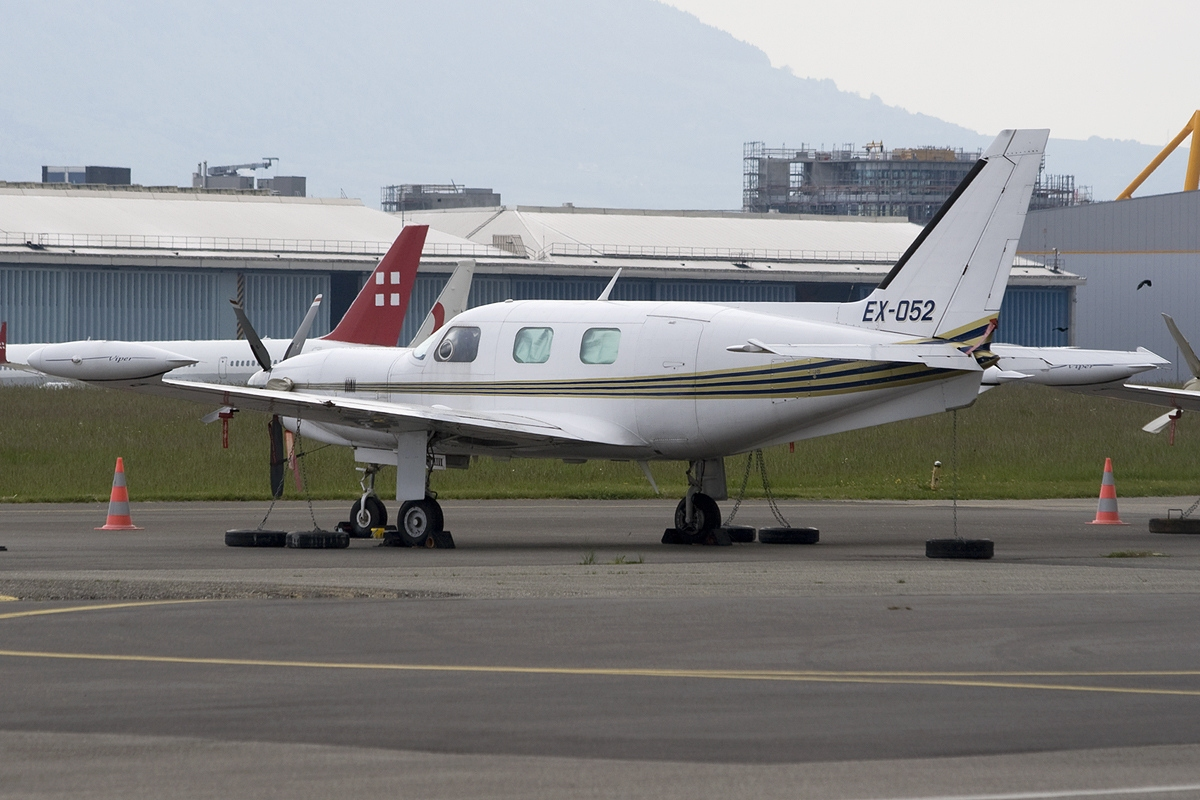
GM-17 Viper

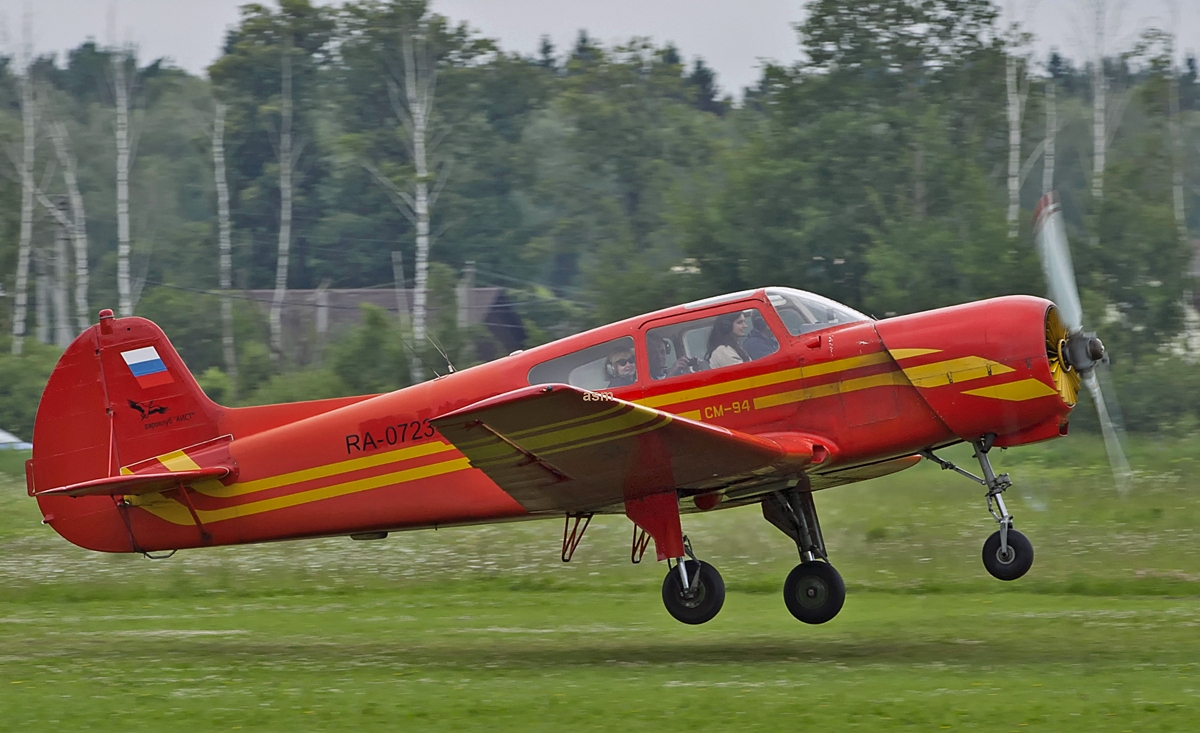
СМ-94

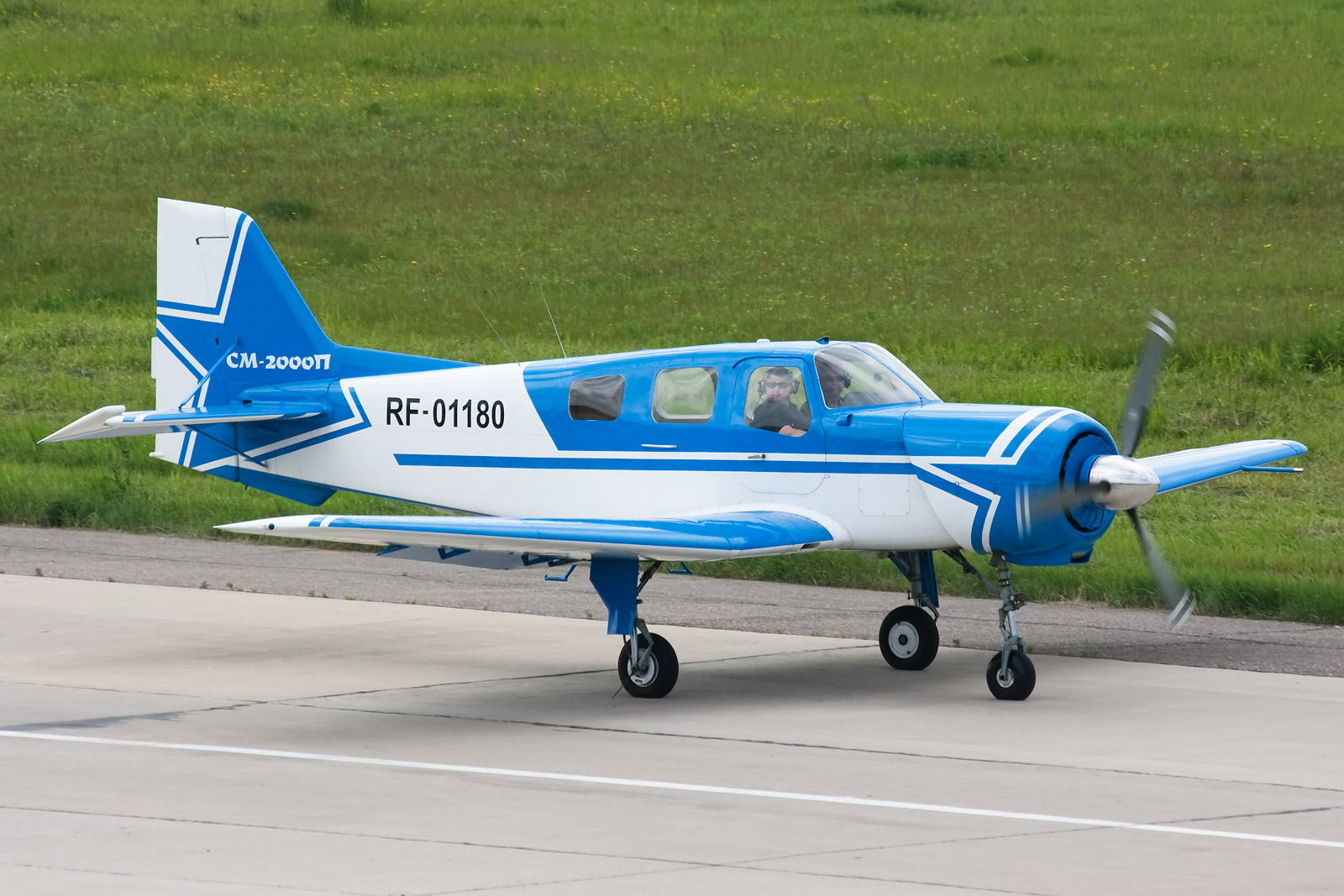
СМ-2000

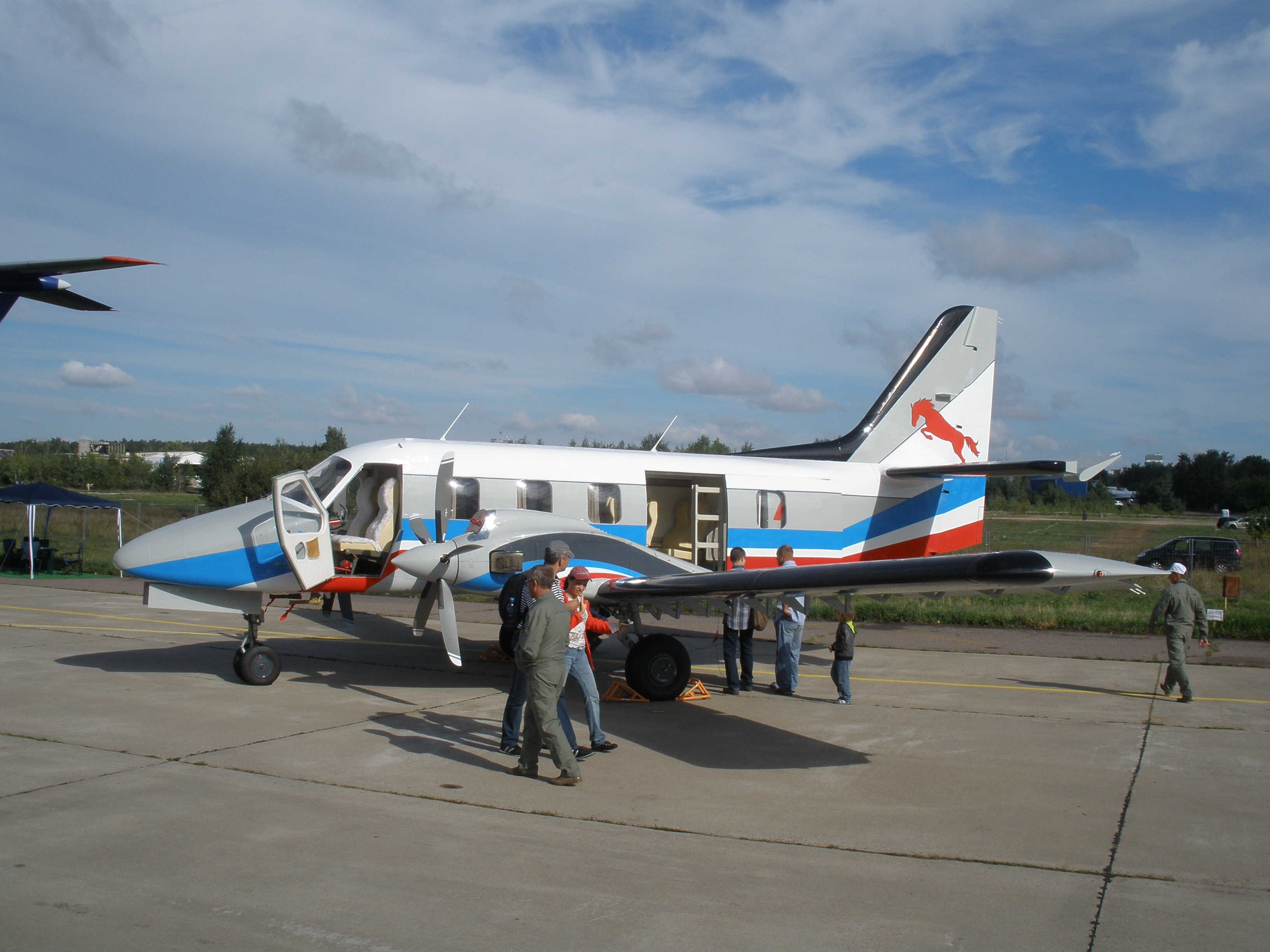
Рысачок на МАКСе-2011

- GM-17 Viper (лёгкий многоцелевой самолёт), совместно со швейцарской фирмой Intracom
- СМ-92 Финист (лёгкий многоцелевой самолёт)

- СМ-92П (патрульный)
- СМ-92Т Турбо-Финист

- СМ-94 (лёгкий многоцелевой самолёт, модификация Як-18Т)
- СП-91 (спортивный самолёт для аэробатики)
- СП-55М (учебно-тренировочный, сильномодифицированный Як-55)
- СП-95 (спортивный моноплан для аэробатики)
- СМ-2000 (однодвигательный шестиместный лёгкий турбовинтовой самолёт)
- «Рысачок» — двухмоторный самолёт, был выпущен в двух экземплярах на предприятии «ЦСКБ-Прогресс»[3][4][5]